# Argentinadraco
Argentinadraco (il cui nome significa "drago dell'Argentina") è un genere estinto di pterosauro azhdarchoideo vissuto nel Cretacico superiore, circa 90 milioni di anni fa (Turoniano-Coniaciano), in quella che oggi è la Formazione Portezuelo, nella Provincia di Neuquén, Argentina. Il genere contiene una singola specie, ossia A. barrealensis, descritta da Alexander Kellner e Jorge Calvo basandosi su una singola mandibola frammentaria.
La mandibola è per lo più completa, ma manca di entrambi gli apici, sia anteriore sia posteriore. Il frammento è lungo circa 26 centimetri (10 pollici), tuttavia è possibile che la lunghezza completa della mandibola fosse anche doppia. Vista dall'alto, la mandibola ha una forma a Y, dotata di una sinfisi molto lunga e stretta. La regione sinfiseale era larga circa 15-6 millimetri (circa 1/2-1/4 pollici), probabilmente assottigliandosi verso la punta. 
In vista laterale, la caratteristica più distintiva del frammento è una cresta arrotondata verso la fine della mandibola, nella parte posteriore della sinfisi. Di fronte alla cresta, la mandibola è spessa circa 3,5 centimetri, assottigliandosi verso la punta. Il margine orale delle ganasce è piuttosto piatto. Nella zona sopra la cresta è visibile una scanalatura centrale legata a due scanalature e scanalature adiacenti, entrambe correnti sull'asse longitudinale. La totalità del margine orale e della regione simfessionale, inclusa la cresta, in vita erano probabilmente coperti di cheratina, formando un becco.
Non si conosce altro dello scheletro dell'animale, ma dal confronto con altri pterosauri affini è stato possibile stabilire almeno l'apertura alare dell'animale, che era di circa 2,5-3 metri (8-10 piedi).
Kellner e Calvo hanno confrontato l'Argentinadraco con diversi altri pterosauri sdentati, tra cui Pteranodon, Nyctosaurus, Tapejaridae, Thalassodromidae, Chaoyangopteridae, e Azhdarchidae, senza poterlo inserire in nessuna specifica famiglia. È stato pertanto provvisoriamente identificato come un membro basale della famiglia degli azhdarchidi.  
Gli azhdarchidi sono pterosauri di media-grande taglia rinvenuti in quasi tutto il mondo, in rocce risalenti al periodo Cretaceo. Questi pterosauri sono caratterizzati da un lungo collo, becco lungo e appuntito e ali relativamente brevi. La maggior parte degli azhdachidi erano predatori terrestri, tuttavia Kellner e Calvo sospettano che l'Argentinadraco fosse più specializzato. Notando le varie scanalature e sporgenze presenti nella mandibola dell'animale, si è ipotizzato che l'Argentinadraco usasse la propria mandibola a forma di lama per arare la sabbia delle spiagge in cerca di prede, afferrandole poi saldamente grazie al grande becco.
L'Argentinadraco visse nel Cretaceo superiore, circa 90 milioni di anni fa. A quell'epoca il suo habitat era formato da una vasta pianura boscosa, attraversata da diversi fiumi. L'animale condivide questo ambiente con vari teropodi come il megaraptora Megaraptor, il dromeosauride Unenlagia, l'alvarezsauride Patagonykus, e i due sauropodi titanosauri Mendozasaurus e Futalognkosaurus.